# 小田城
小田城（おだじょう）は、茨城県つくば市にあった日本の城。国の史跡に指定されている。

## 概要
鎌倉期から戦国期まで小田氏の居城であり、その始まりは小田氏の祖・八田知家が文治元年（1185年）に常陸国守護に任命されて当地に移って居館を構えたことによると言われる。 
その後、南北朝期には、当主・小田治久が南朝方に属し、小田城は常陸南部における南朝方の拠点となり、北畠親房や春日顕国なども入城している。
下って戦国時代の弘治・永禄年間、当主小田氏治は佐竹氏・多賀谷氏・真壁氏や越後の上杉謙信、小田原の後北条氏らと抗争を繰り返した。後北条氏と結んだ小田氏治は、永禄7年（1564年）に山王堂の戦いで上杉謙信に敗れるなど苦戦を強いられ、激しい小田城争奪戦が繰り広げられる。何度も落城と奪還を繰り返したが、天正元年（1573年）の手這坂の戦いに敗れて小田城は佐竹氏のものとなり、以降小田氏の手には戻らなかった。
手這坂の戦いには永禄12年（1569年）説も有り、翌元亀元年（1570年）に太田資正が城主になり、同3年（1572年）に資正の子の梶原政景が城主になったという。
のち、佐竹氏の一族・小場義宗が城主になったが、慶長7年（1602年）に佐竹氏の秋田移封に伴って廃城になった。

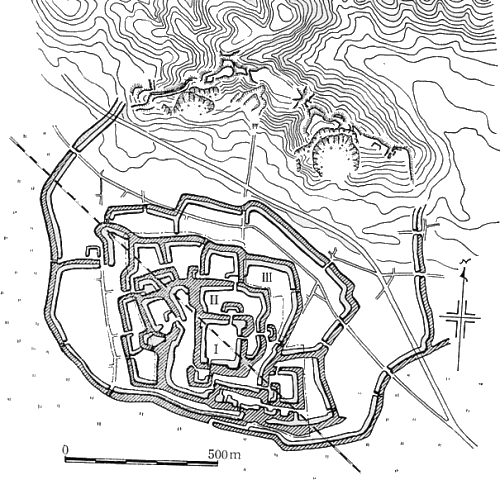
小田城平面図（古絵図による旧状を復元）

## 小田城の遺構
小田城は、小田山の麓の交通と水利に恵まれた場所にある。築城当初は、本丸跡を中心に、四方に濠と土塁を廻らした単郭式の館であったといわれる。その後、戦国期になると城域を拡張して約40haになる平城が築かれた。当時、小田城の近くまで霞ケ浦の低湿地が広がっていたとされ、湿地や桜川を通じた水運で藤沢城、土浦城と連絡が取れていたとも考えられている。
何度も落城と奪還を繰り返していることから、防御に難のある城と言われているが、発掘調査の結果では水堀は底が障子掘となっており、本丸の三方の虎口には馬出が設けられるなど、相応に防御に気を配っていることが窺える。北虎口の馬出は、火災の後に構築されたことが判明しており、落城後に防御強化のために設けられたと考えられている。これらの改修が小田氏時代のものなのか、佐竹氏時代のものかは判然としない。
本丸からは二つの池を含む庭園の遺構が確認されており、小田家の格式の高さを示すものと認識されている。
本丸北側は市街地化が激しいが、水田となっている本丸南側は曲輪の遺構がかなり良好に検出されており、馬出などが復元されている。
かつては、筑波鉄道の線路が本丸の南東部から北西隅にかけて斜めに横切っていたが、筑波鉄道廃線後に路線の跡地がつくばりんりんロードとして整備される際、小田城本丸を横断する部分は、本丸土塁外側の南から西を周って迂回するコースに変更された。土塁北西隅部の線路跡は切通しとして残され、小田城歴史ひろば案内所から本丸を見学する際の誘導路および土塁の断面の展示として利用されている（トイレも設置されている）。

### 小田城廓見取図
一の濠と二の濠の間には、小田家一門の屋敷があり、三の濠と四の濠の間には旗本屋敷や米蔵、武器庫などがあった。城の北側に大手門があり、西には旗本屋敷や竜勝寺、長久寺等がある。

### 小田城平面図
小田城は、宝篋山の南西の尾根のふもとに造られている東西約1km、南北約700mの平山城である。戦国時代は湿地帯であったので、城附近の堀のほとんどが水堀であったと思われるが、現在は多く水田になっている。城の中心部に東西120m、南北140mの方形の主郭があり、土塁と濠に囲まれている。土塁の西・東・南の隅には櫓台が認められる。主郭周辺の郭には、馬出しや帯曲輪跡がある。濠や土塁には、随所に折りや喰違いがあり、虎口には馬出しの他に枡形も多く見られる。

## 歴史

### 鎌倉時代
源頼朝が平氏を滅亡させて鎌倉幕府を作った時に頼朝とともに戦った八田知家は、有力御家人の一人として常陸国の守護職を得て小田城を築き、小田氏の祖となった。それまでの常陸国南部は、平将門を亡ぼした常陸平氏が支配していたが、小田氏はやがて常陸平氏を従えて常南地方で最大の大名になった。しかしやがて鎌倉幕府の政権が北条氏に移り、常南地方の小田領も北条氏に多くを奪われるとともに守護職も失った。

### 南北朝時代

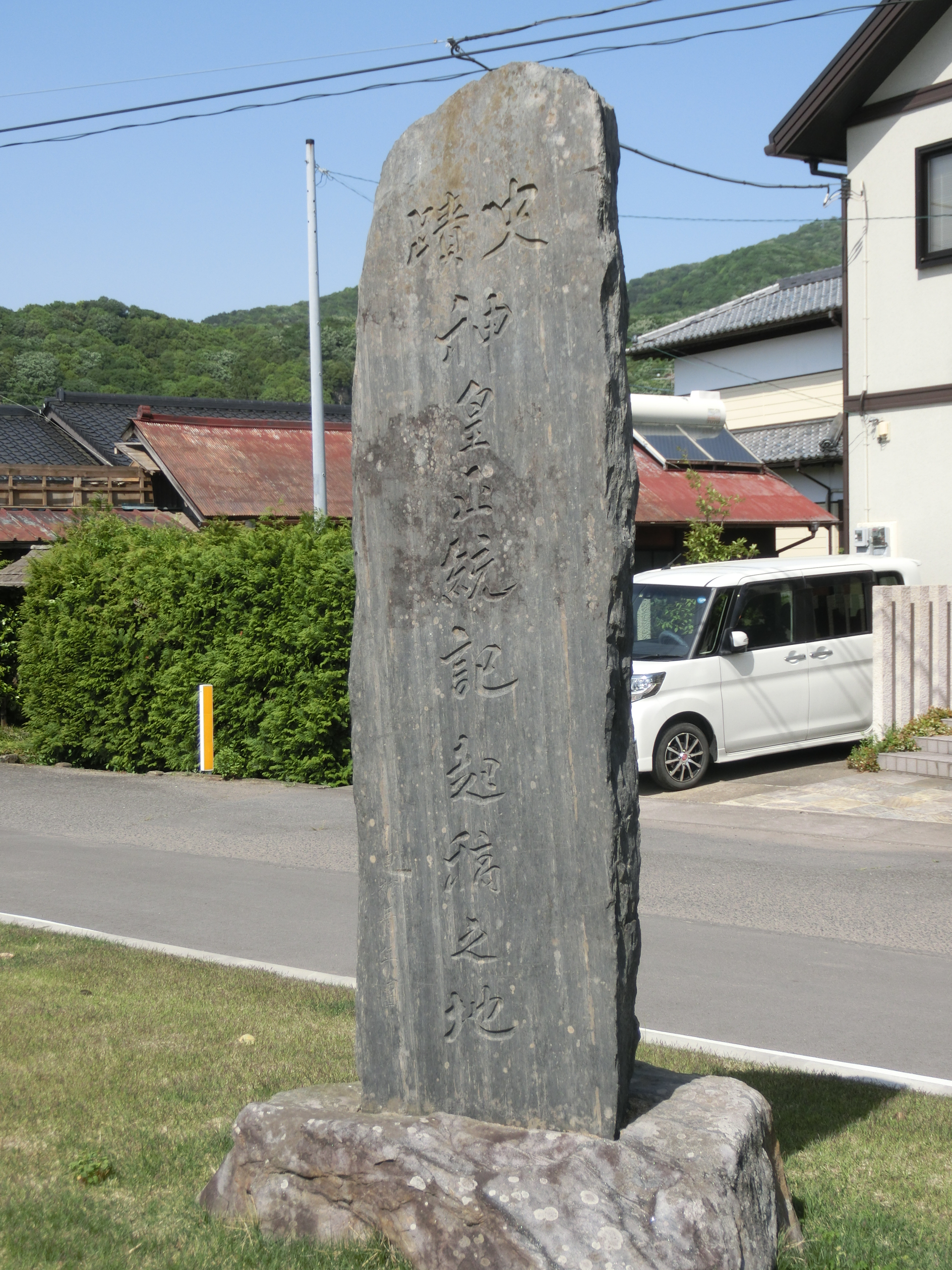
神皇正統記起稿之地石碑

後醍醐天皇が中心となって鎌倉幕府が倒されたが、元弘の乱で小田氏は幕府軍に従っており、幕府滅亡後その罪を問われることを恐れて、幕命で常陸国に流罪とされていた万里小路藤房を助けて上洛し新田義貞に味方し赦免を得ることができた。続いて足利尊氏の北朝と後醍醐天皇の南朝に分かれて激しい戦いが続いた南北朝時代になり、小田城は常南地方の南朝の中心になった。南朝勢力の参謀役であった北畠親房は、皇室領の荘園で小田氏の支配下にあった信太荘に海路上陸し、やがて小田城に在城して東国の勢力挽回を図った。北畠親房の著した『神皇正統記』が小田城で執筆されたことは名高い。

### 室町時代
旧領の回復を願って小田氏は南朝に味方して戦ったが、期待した恩賞が得られず、北朝の足利尊氏勢から小田城が攻撃されることになり、やがて小田氏は足利尊氏に従うことになった。室町幕府は、東国経営を目的に鎌倉府を設置して鎌倉公方（足利氏）を置き、鎌倉府の下に東国武士を支配する関東管領（上杉氏）を置いた。常陸国の守護職には、当初から北朝側にあった佐竹氏が任命された。
やがて鎌倉公方は、室町幕府からの独立経営を望み幕府に従わなくなってきたことから、幕府は関東管領に指示して鎌倉公方との戦いが始まった（後に鎌倉公方は鎌倉から古河に逃れ、古河公方と呼ばれるようになった）。
県南地方は、古河公方側と関東管領側に分れて、激しい戦いを繰り広げた。また、上杉氏も同族争いがあり、山内上杉氏と扇谷上杉氏との戦いがあり、県南地方は長期の戦いが続き、小田氏は存続のための厳しい選択をせまられた。

### 戦国時代
室町幕府の勢力が弱まり、古河公方は小田原の後北条氏の傀儡になり、上杉氏は関東管領職を長尾景虎（上杉謙信）に譲り渡すことになった。上杉謙信が小田原攻撃を行って、帰路に鎌倉で関東管領職の就任式を行った時、小田氏は上杉勢に加わっていた。
やがて、後北条氏が勢力を拡大して下総国を統合し、常陸国へ進出した頃、小田氏は後北条氏と同盟した。これに怒った上杉謙信は、小田城攻撃を行い、小田氏は敗走することになった。上杉謙信が帰った後、小田氏は小田城を奪還したが、上杉勢の佐竹氏や多賀谷氏に攻められ、手這坂の戦を最後に小田氏は小田城を失うことになった。

## 保存整備事業
1935年（昭和10年）6月7日、城跡周辺約21.5haが国の史跡に指定された。
その後、つくば市による保存・整備事業が1983年（昭和59年）の「保存管理計画」を皮切りに始まり、1997年（平成9年）から発掘調査が実施されるようになった。これにより、三重の堀や大小の曲輪が東西500m、南北600mに渡って巡らされていたことが判明した。また2004年（平成16年）から本格的な長期間調査を開始、2014年（平成26年）には発掘調査結果を発表。2016年（平成28年）4月29日、一旦の発掘調査と整備を終えて中世の小田城の姿を復元した「小田城跡歴史ひろば」として公開される。

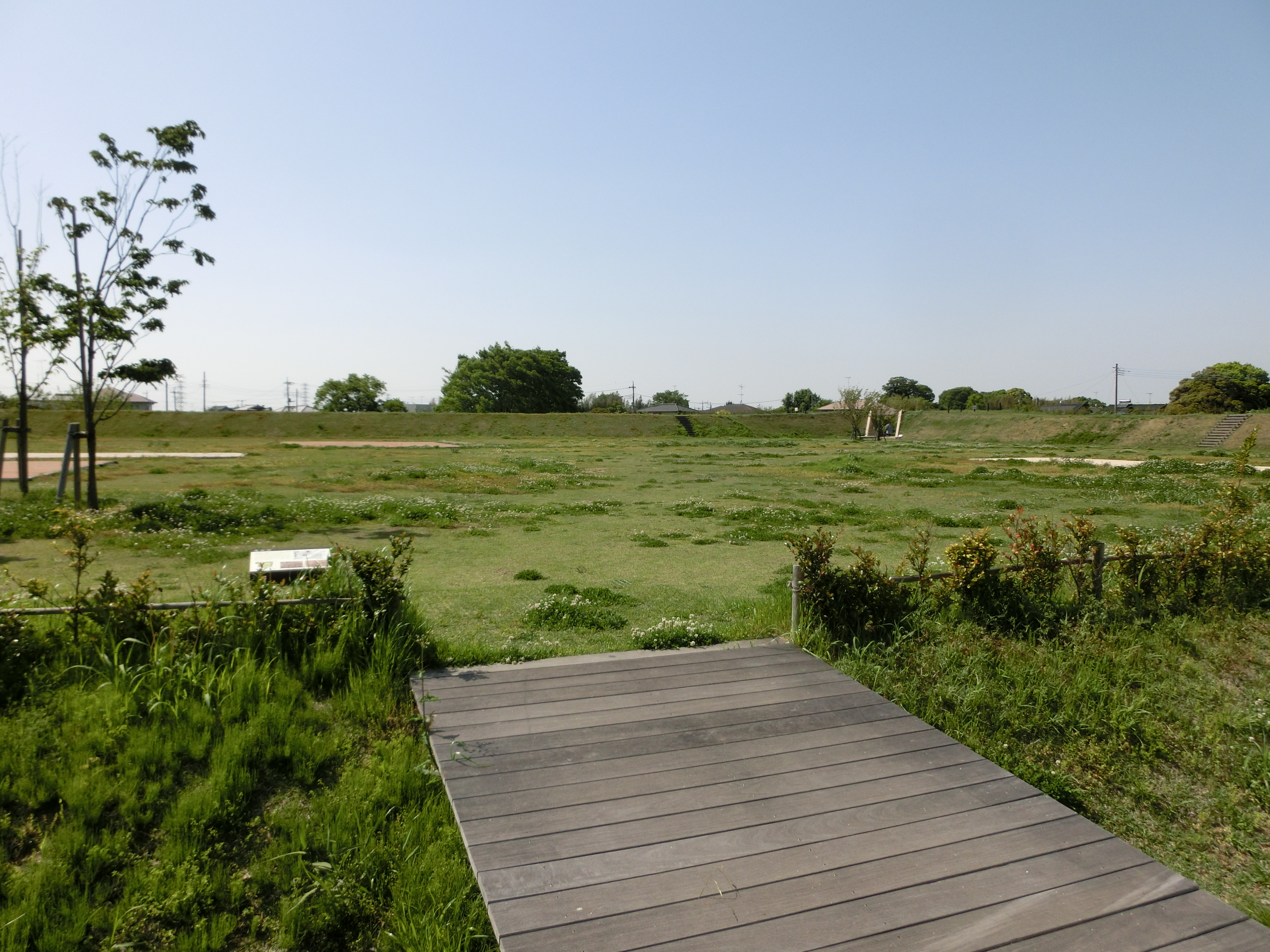
本丸
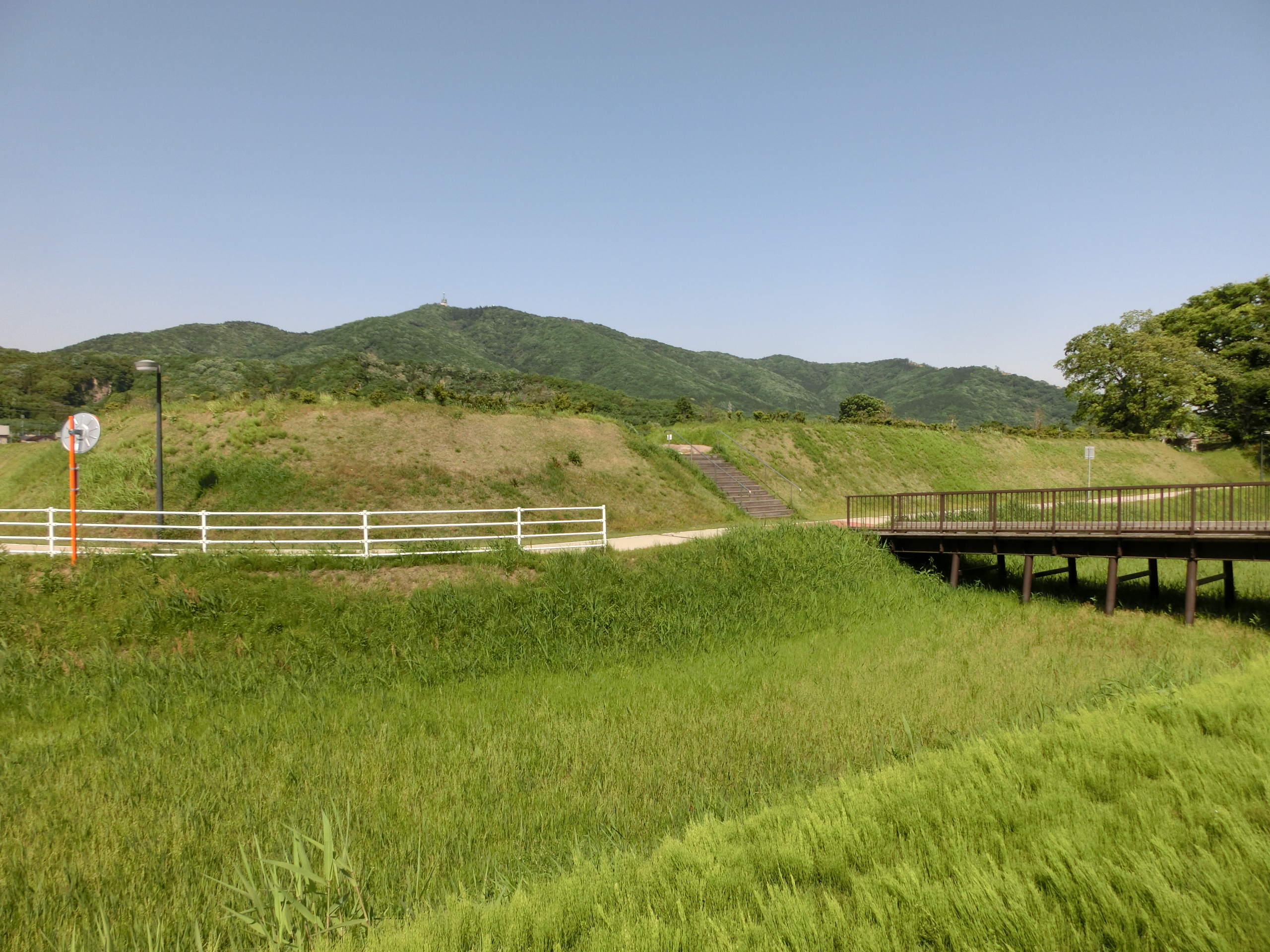
土塁
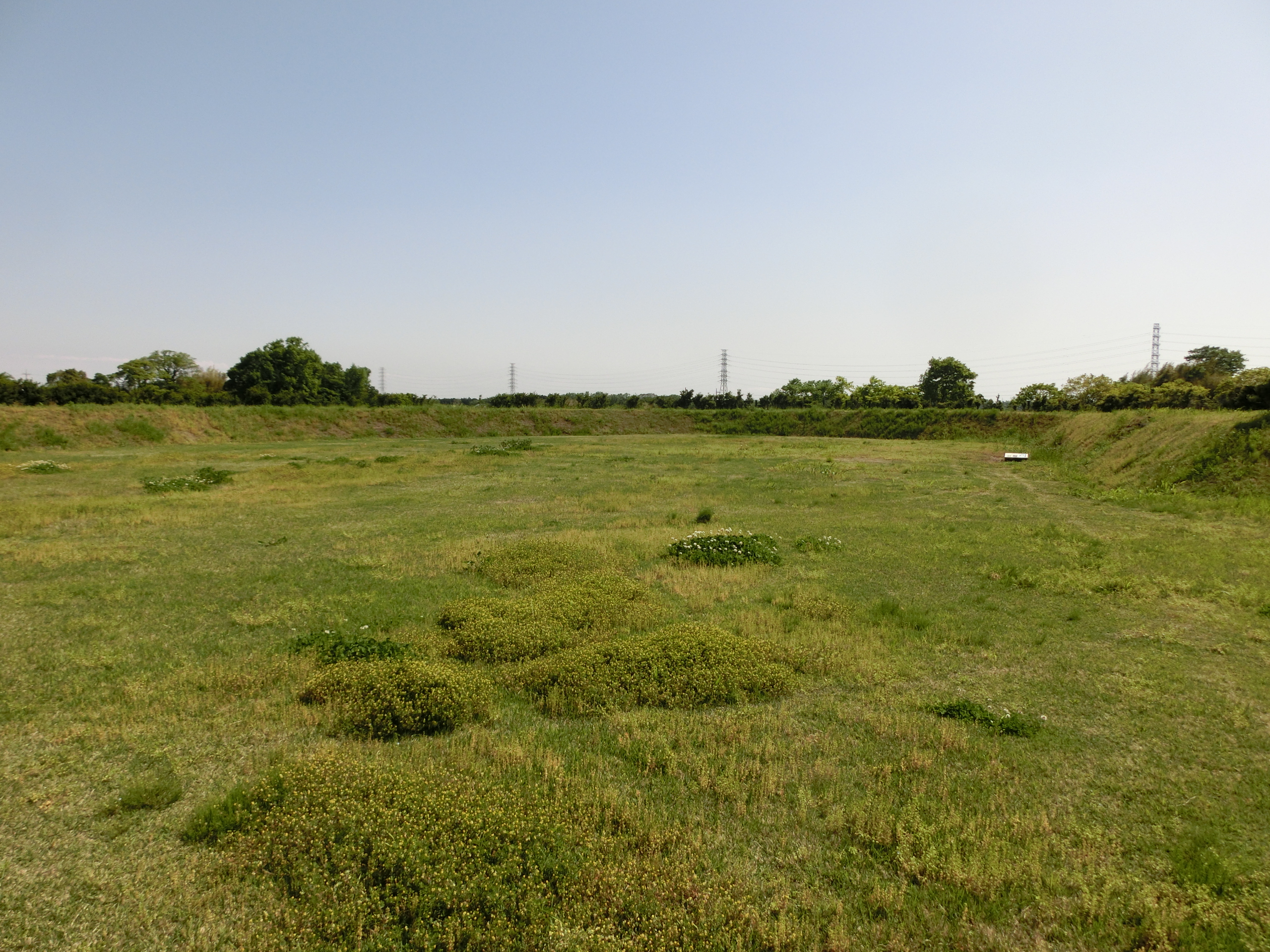
東曲輪
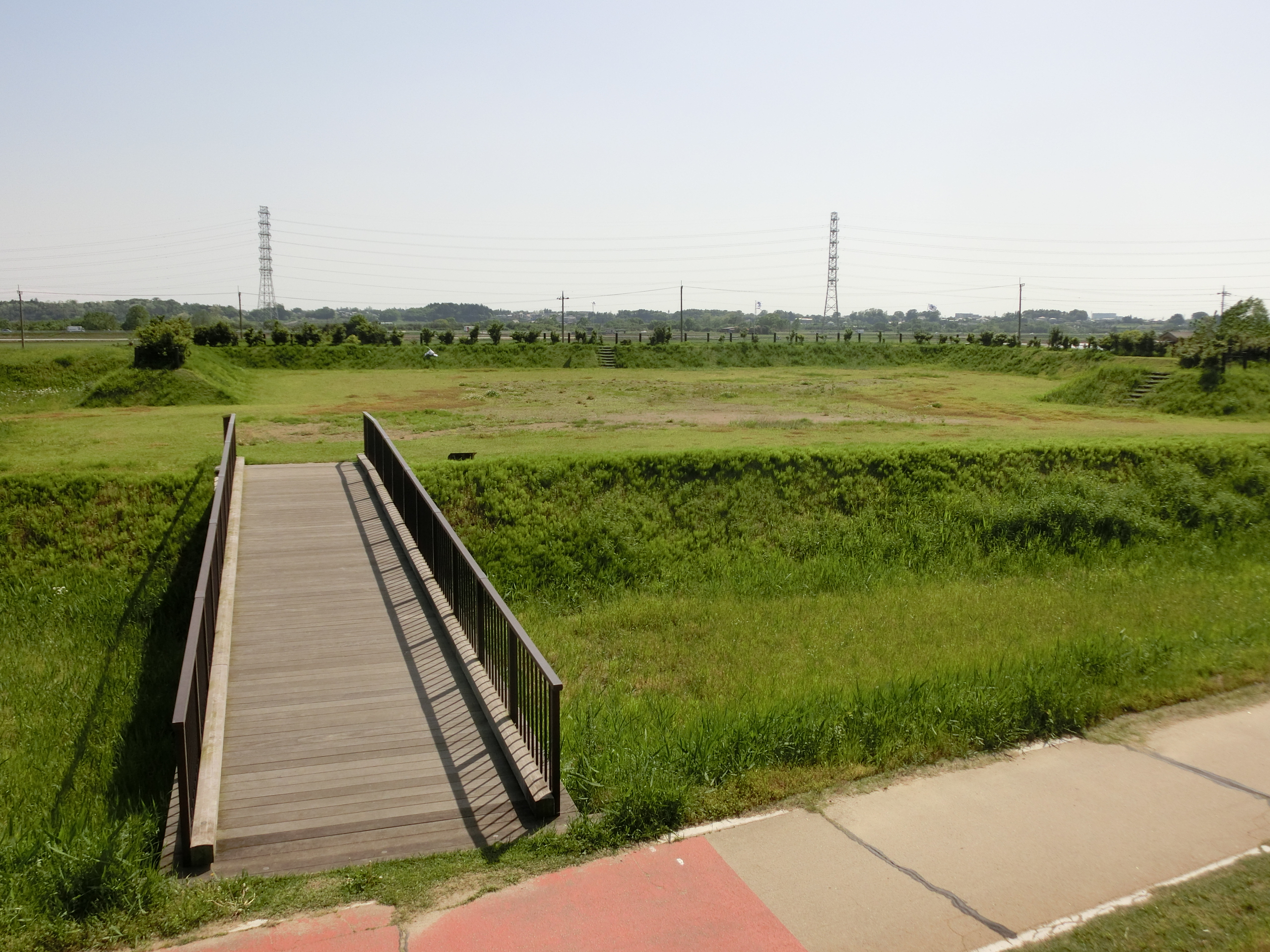
西馬出曲輪
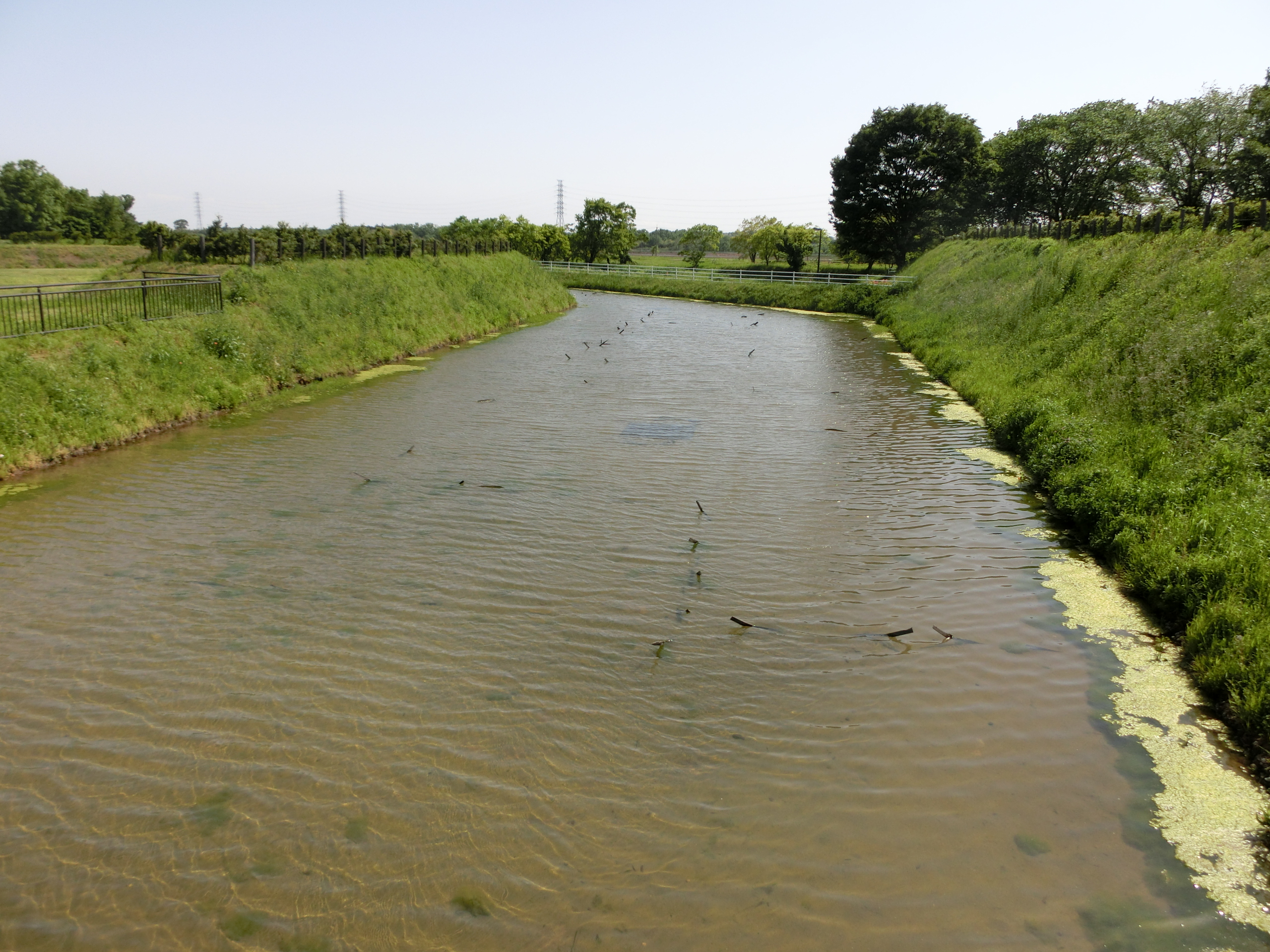
東堀
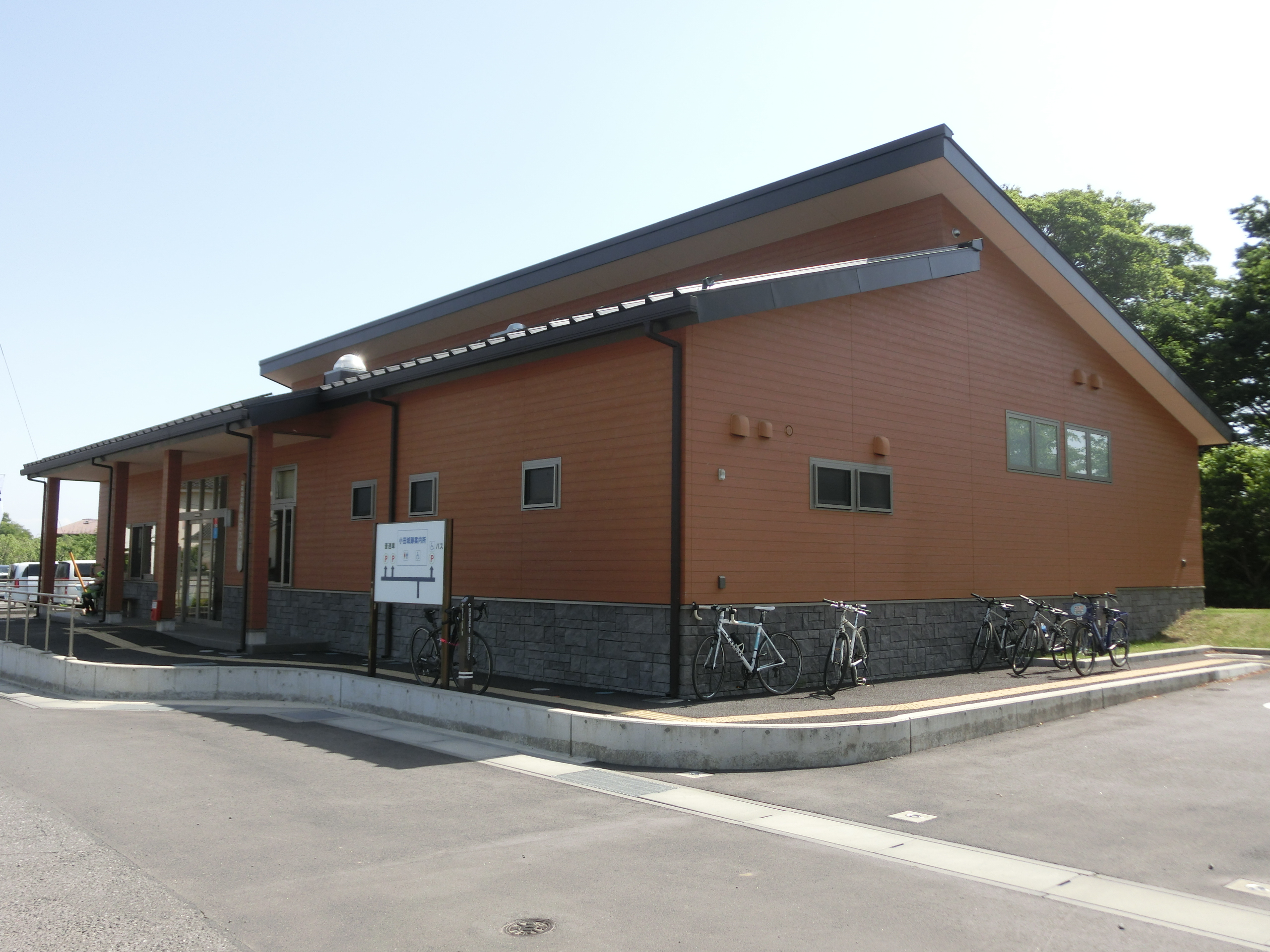
小田城跡歴史ひろば案内所
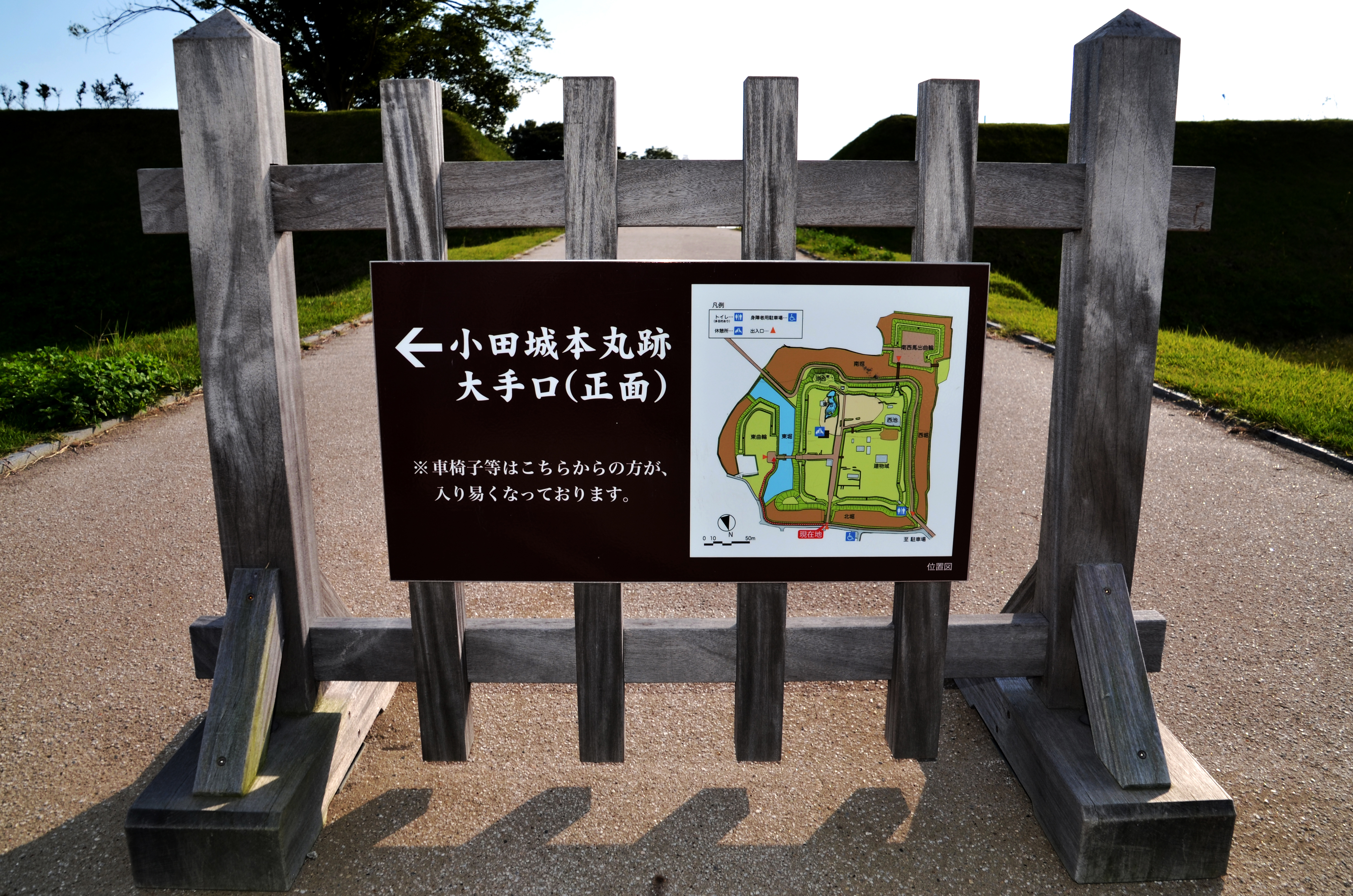
大手口
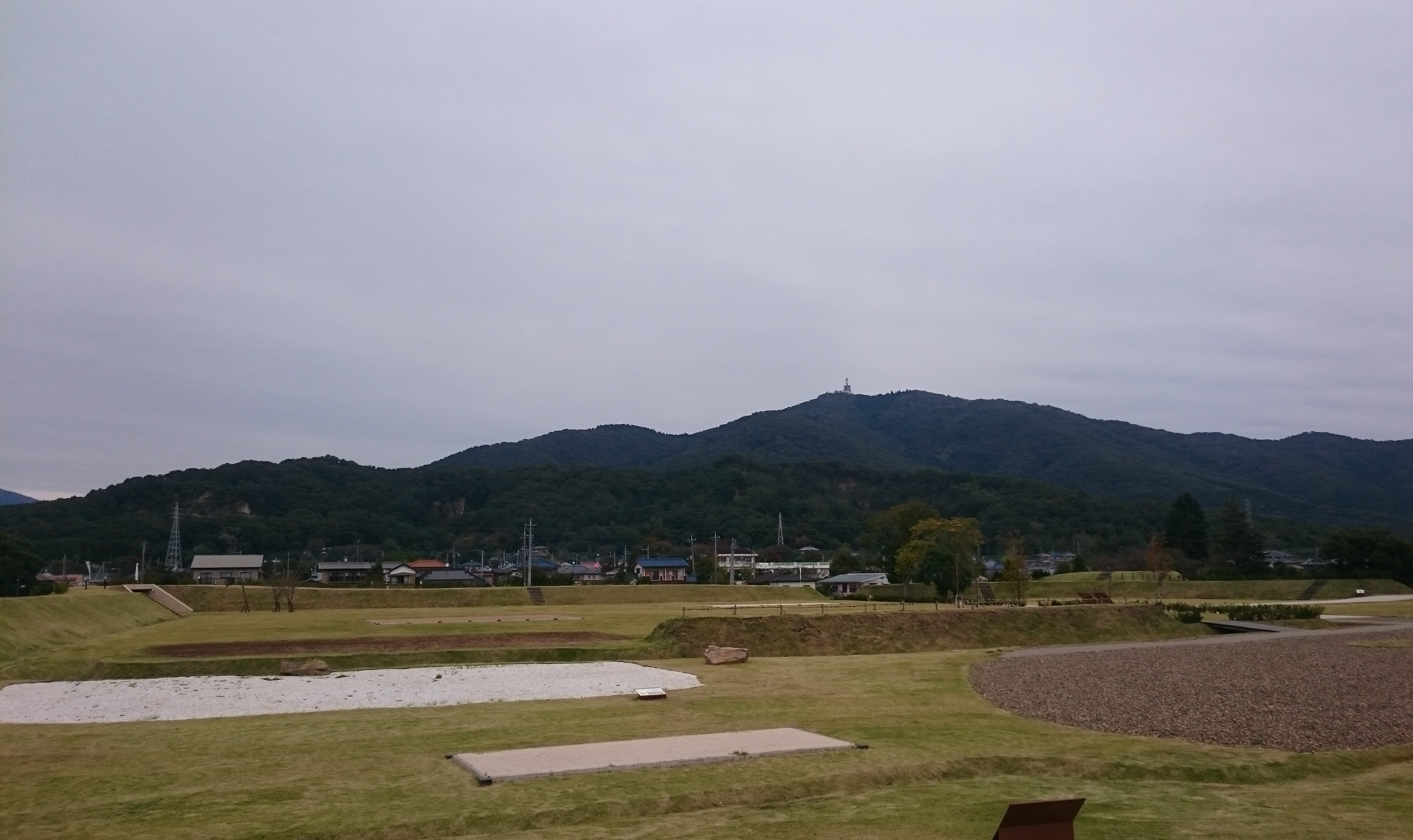
歴史ひろばから宝篋山を望む
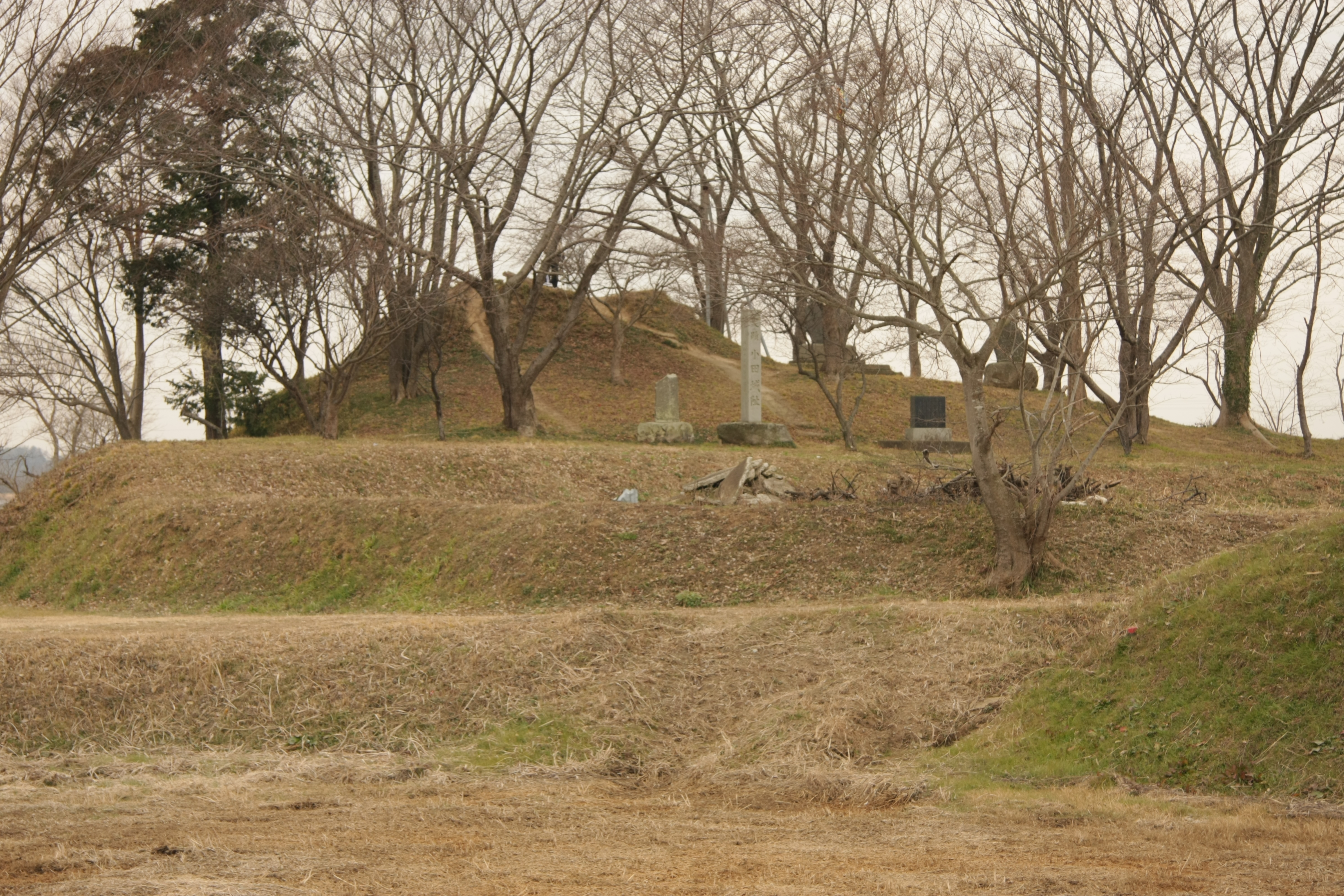
櫓台

## 参考資料
- 筑波町史
- 桜村史
- 『国指定史跡 小田城跡』（つくば市教育委員会生涯学習課文化財係、平成16年7月）